# Iann Dior
Майкл Ян Олмо (англ. Michael Ian Olmo, нар. 25 березня 1999) відомий як Ян Діор (стилізується як  iann dior), — пуерторикансько-американський репер, співак і автор пісень, який зараз підписаний на лейблиː Internet Money Records, TenThousand Projects та Caroline Records. Відомий за своїми піснями «Emotions», «Romance361», «Problems», «Gone Girl», «WYA» та «18», всі з яких отримали мільйони прослуховувань на Spotify.

## Раннє життя
Майкл Ян Олмо народився 25 березня 1999 року в районі Аресібо в Пуерто-Рико.  Він переїхав до Корпус-Крісті, штат Техас в молодому віці, де ріс більшу частину свого раннього життя.  

## Кар'єра
Ян Діор спочатку почав займатися музикою під псевдонімом Olmo. Пізніше він змінить своє ім'я на Iann Dior, після того, як ним зацікавилися  музичні продюсери Нік Міра та Таз Тейлор з Internet Money Records. Він швидко завоював популярність після випуску треків, таких як «Emotions», який за кілька тижнів отримав сотні тисяч прослуховувань на SoundCloud. 
Пісні Діора продовжували привертати увагу після цього, і він підписав рекордну угоду з Internet Money Records, TenThousand Projects та Caroline Records . Всього через кілька місяців він випустив свій найвідоміший сингл «Gone Girl», за участю Trippie Redd, який отримав понад 100 мільйонів прослуховувань на Spotify . У травні 2019 року він випустив свій мікстейп Nothings Ever Good Enough, після чого вийшов його дебютний студійний альбом Industry Plant у листопаді 2019 року.

## Дискографія

### Студійні альбоми
| Назва          | Деталі альбому | Пікові позиції у чартах |
| Назва          | Деталі альбому | НАС                     |
| -------------- | --- | ----------------------- |
| Industry Plant | - Випущено: 8 листопада 2019 - Лейбл: WorldWide Records, Internet Money Records, 10K Projects - Формат: CD, цифрове завантаження, потокове передавання | 44                      |

### Мікстейпи
| Назва                     | Деталі                                                                                                |
| ------------------------- | --- |
| Nothings Ever Good Enough | - Випущено: 22 травня 2019 - Лейбл: 10K Projects - Формат: цифрове завантаження, потокове передавання |